# Syndicalisme d'affaire
Le syndicalisme d'affaire est un mode de représentation syndicale visant uniquement la défense des intérêts économiques des membres du syndicat.
Ce type de syndicalisme préconise la négociation de contrat de travail avec des clauses avantageuses pour les membres actuels du syndicats et sur l'offre de services diversifié à ses membres (assurances, cliniques médicales, activités sociale exclusive, négociation de prix de gros chez des marchands, etc.). Ce modèle de représentation répudie toute action sociale n'étant pas en lien direct avec l'intérêt du groupe de travailleurs formant le syndicat et toute implication politique durable.
Cette catégorie de syndicalisme fut surtout présente aux États-Unis à partir des années cinquante, au Canada sous l'influence des syndicats internationaux et se répandît par la suite dans différents pays.

## Exemple
Le Gomperisme et un type de syndicalisme d'affaire.

## Autres formes de syndicalisme
- Syndicalisme réformiste
- Syndicalisme révolutionnaire
- Syndicalisme de lutte
- Syndicalisme de transformation sociale
- Syndicalisme jaune
- Syndicalisme chrétien
- Anarcho-syndicalisme